# Epalinges
Epalinges je obec na jihozápadě Švýcarska v okrese Lausanne v kantonu Vaud. Žije zde přibližně 9 600 obyvatel.

## Geografie

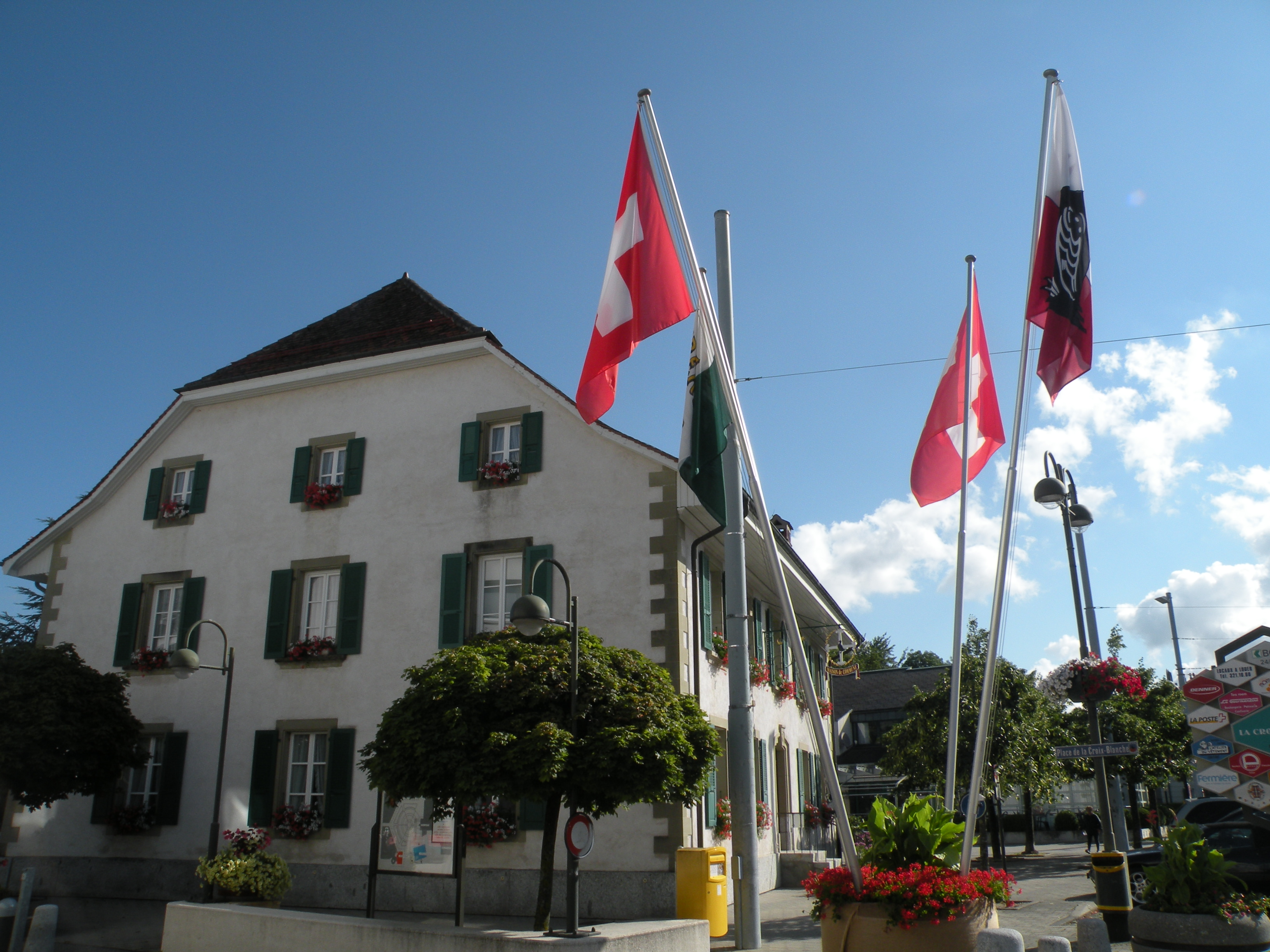
Obecní úřad

Epalinges leží v nadmořské výšce 785 m, vzdušnou čarou 4 km severovýchodně od hlavního města kantonu, Lausanne. Aglomerace obce Lausanne se rozkládá na jižních svazích masivu Jorat pod průsmykem Col du Chalet-à-Gobet v kantonu Vaud, v panoramatické poloze vysoko nad městem Lausanne a asi 400 výškových metrů nad hladinou Ženevského jezera.
Území obce o rozloze 4,6 km² tvoří část na jižním svahu Joratu, rozdělená menšími údolími. Území obce je na západě ohraničeno údolím potoka Flon, který se zařízl do molasy, a na východě údolím Flon Morand (přítok Paudèze). V obci pramení několik přítoků řeky Flon. Daleko na jihu pramení řeka Vuachère. Jediná větší zalesněná oblast, Bois de la Chapelle, se nachází na okraji údolí Flon Morand. Nejvyšší nadmořská výška Epalinges je 850 m n. m. na náhorní plošině Jorat. V roce 1997 bylo 49 % rozlohy obce pokryto zastavěnou plochou, 27 % lesy a lesními porosty a 24 % zemědělstvím.
Kromě vlastní obce Epalinges-Village patří k Epalinges také osady Les Croisettes a La Croix-Blanche a vesnice Ballaigue (800 m n. m.) a En Marin (833 m n. m.). Sousedními obcemi Epalinges jsou Le Mont-sur-Lausanne a Lausanne. Obec se vždy skládala z několika středisek osídlení. Dnes jsou bývalé zemědělské oblasti Epalinges z velké části zastavěny a sídelní oblast plynule splynula s oblastí Lausanne.

## Historie

Letecký pohled (1964)

První písemná zmínka o obci pochází z roku 1182 v přídomku de Spanengis. Později ve 14. století se objevují názvy Espaningio (1224), Espalingio (1283) a Espallingiez. Název místa pravděpodobně pochází z burgundského osobního jména Ipano a znamená u lidí z Ipana. První osady vznikly v 11. století vykácením lesní oblasti na jižním svahu Joratu. Ve středověku patřilo Epalinges ke katedrální kapitule v Lausanne.
Po dobytí Vaudu Bernem v roce 1536 přešel Epalinges pod správu lausannského panství. Po pádu Staré konfederace patřila obec v letech 1798–1803 během helvétského období ke kantonu Léman, který byl poté po vstupu v platnost Ústavy o zprostředkování sloučen s kantonem Vaud. V roce 1798 byla přiřazena k okresu Lausanne. V první polovině 20. století se několikrát jednalo o připojení Epalinges k městu Lausanne, ale v roce 1947 bylo zamítnuto.

## Obyvatelstvo
| Rok            | 1850 | 1900 | 1910 | 1930 | 1950 | 1960 | 1970 | 1980 | 1990 | 2000 |
| Počet obyvatel | 759  | 717  | 768  | 821  | 863  | 1327 | 3844 | 5160 | 6944 | 7516 |

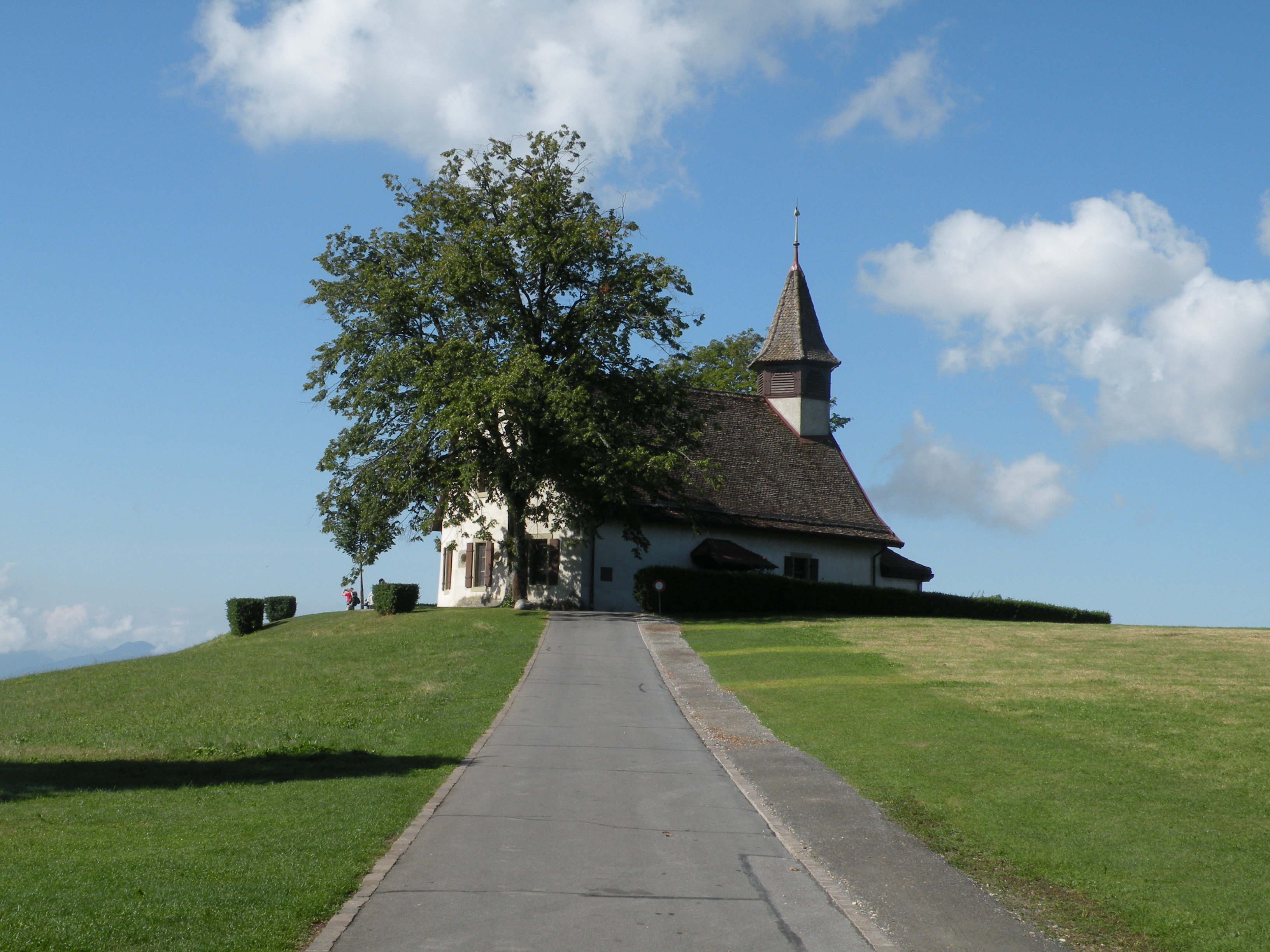
Kostel v Les Croisettes

Z celkového počtu obyvatel je 85,0 % francouzsky mluvících, 5,5 % německy mluvících a 2,0 % anglicky mluvících (stav k roku 2000). V letech 1850 až 1940 se počet obyvatel Epalinges pohyboval vždy mezi 700 a 800 osobami. Od roku 1950 je urbanizace doprovázena rychlým nárůstem počtu obyvatel a během 50 let se počet obyvatel zvýšil osminásobně. Obzvláště silné tempo růstu bylo zaznamenáno v 60. a 80. letech 20. století.

## Hospodářství
Až do začátku 20. století bylo Epalinges vesnicí, která se vyznačovala převážně zemědělstvím. Dnes už zemědělství, chov dobytka a chov dojnic nemají pro obživu obyvatel téměř žádný význam.
Od 17. století se využívá vodní síla řeky Flon, kde se nachází mlýn a pila. V letech 1675–1875 byla v Epalinges cihelna. V roce 1916 zde byla založena klinika Silvana pro pacienty s tuberkulózou, první plicní sanatorium, které se nenacházelo v horách. Větší podniky a společnosti poskytující služby se v Epalinges začaly usazovat až v 70. letech 20. století. Dnes zde působí různé firmy v oblasti informačních technologií a přesného strojírenství. Centre de laboratoires des Croisettes provádí výzkum v oblasti biomedicíny. Tvoří ho především tři ústavy: Švýcarský institut pro experimentální výzkum rakoviny (ISREC), Ludwigův institut a Biochemický institut univerzity v Lausanne. Nadace je soukromá a neslouží pro zisk, založena byla v roce 1964.
Centrum Epalinges se po roce 1970 přestěhovalo z Epalinges-Village do La Croix-Blanche, kde byla postavena nová administrativní budova a komunitní centrum. Obec má také rozsáhlá sportovní zařízení; golfové hřiště Epalinges se však z velké části nachází na území Lausanne.
V posledních desetiletích se z Epalinges stala rezidenční obec s výstavbou bytových domů a rozvojem vilových čtvrtí. V důsledku toho mnoho zaměstnanců dojíždí za prací do nedalekého Lausanne.

## Doprava

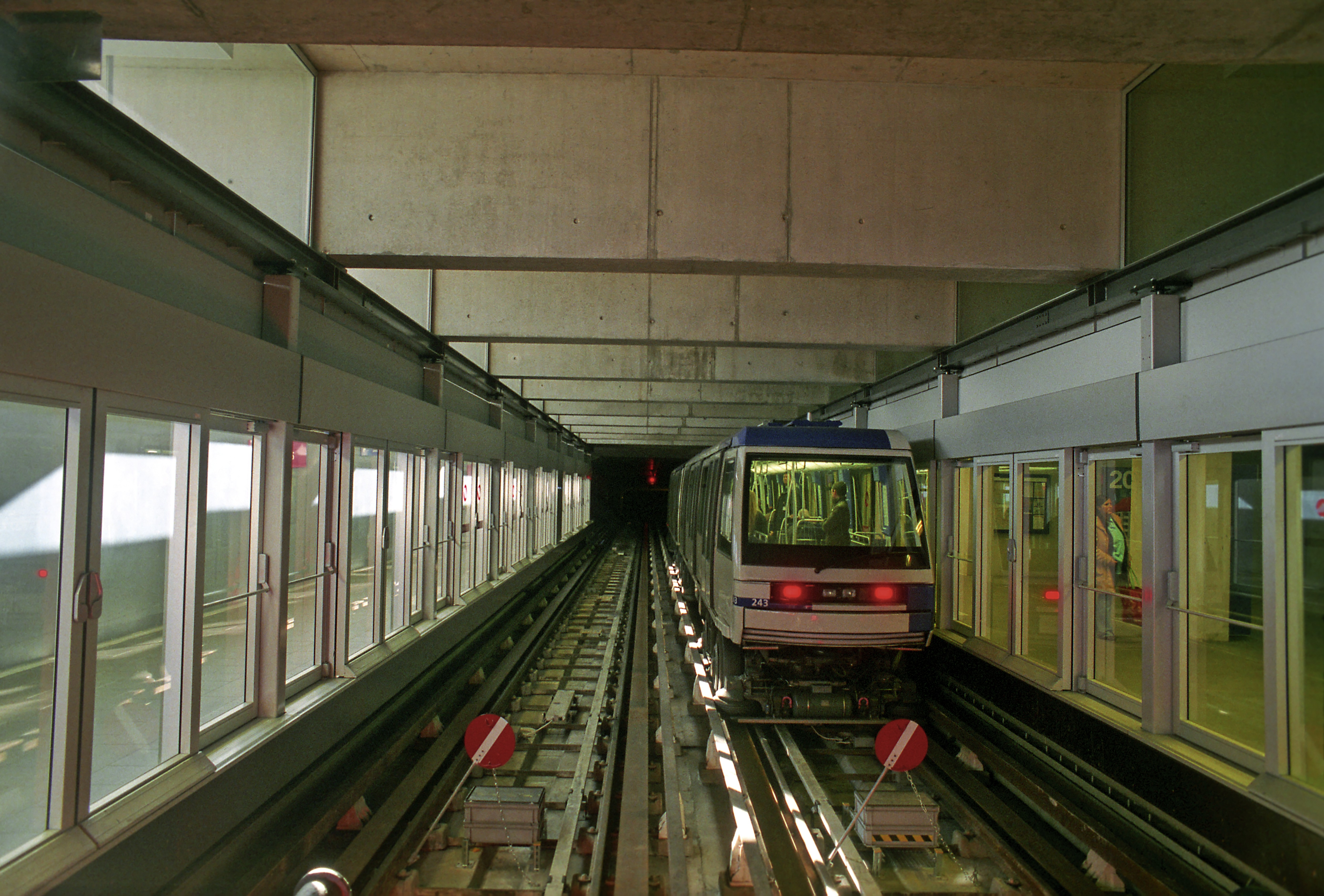
Vlak metra ve stanici Les Croisettes

Obec má nadstandardní dopravní spojení. Leží na hlavní silnici č. 1 z Lausanne přes průsmyk Chalet-à-Gobet do Bernu. Pod La Croix-Blanche se nachází dálniční sjezd Lausanne-Vennes na dálnici A9 (Lausanne–Sion), který byl otevřen v roce 1974.
Od září 2008 zajišťuje dopravní spojení s Lausanne linka M2 lausannského metra, jejíž severní konečná stanice Les Croisettes se nachází na okraji obce poblíž dálniční křižovatky. Plně automatizované metro, provozované společností Transports publics de la région Lausannoise, nahrazuje lausannskou trolejbusovou linku. Epalinges je obsluhováno několika autobusovými linkami, včetně linky 62 do Moudonu.

## Osobnosti
Nejznámějšími obyvateli Epalinges byli doposud Belgičan a Švéd. Georges Simenon strávil poslední část svého života ve vile v Epalinges a Ingvar Kamprad, zakladatel společnosti IKEA, žil v obci od 70. let 20. století až do roku 2013.